# Summer Strike
Summer Strike (en hangul, 아무것도 하고 싶지 않아; romanización revisada del coreano: Amugeotdo Hago Sipji An-a) es una serie de televisión surcoreana dirigida por Lee Yoon-jung y Hong Moon-pyo, y protagonizada por Kim Seol-hyun y Yim Si-wan. Se emitió por el canal ENA desde el 21 de noviembre hasta el 27 de diciembre de 2022, los lunes y martes a las 21:20 (hora local coreana), además de estar disponible en las plataformas de contenidos audiovisuales Genie TV (productora de la serie), Seezn y Netflix.

## Sinopsis
Lee Yeo-reum estaba pasando por una etapa difícil de su vida, con la muerte de su madre, la ruptura con su novio y las dificultades del trabajo. Decide entonces declararse en huelga de por vida: abandona su empleo en Seúl y se va a vivir a un pequeño pueblo costero, donde se encuentra con un bibliotecario cuya vida es un enigma.

## Reparto

### Principal
- Kim Seol-hyun como Lee Yeo-reum, una mujer de 28 años que después de haber trabajado en una pequeña empresa durante cinco, decide renunciar al empleo, deja Seúl llevando solo una mochila y se va a vivir a un pequeño pueblo costero llamado Angok.[6]
- Im Si-wan como Ahn Dae-beom: un genio matemático que de niño viviño dos terribles desgracias familiares, y que tras abandonar un brillante futuro en la universidad trabaja como bibliotecario contratado de la biblioteca de Angok.[7][8]

### Secundario
- Shin Eun-soo como Kim Bom, una estudiante de secundaria que visita la biblioteca con más frecuencia que la escuela.[9]
- Bang Jae-min como Heo Jae-hoon, un estudiante de secundaria con un amor no correspondido por Kim Bom.[9][10]
- Park Ye-young como Jo Ji-young, bibliotecaria, coetánea de Yeo-reum pero con una experiencia de vida completamente diferente, que anhela ser trasladada a Seúl y gana una plaza de funcionaria.[11][12]
- Kwak Min-gyu como Bae Seong-man, un comerciante del pueblo, vicepresidente de la Asociación Juvenil de Angok, es también el padre soltero de Joon.[9][13]
- Kim Joon como Bae Joon, hijo de Seong-man.[13]
- Park Ok-chul como Song Ok-soon, gestiona un restaurante con su marido.[14]
- Oh Yong como Chang-su, gestiona un restaurante con su mujer.[15]
- Kim Yo-han como Hwang Geun-ho, el hijo de Ok-soon y Chang-su.[14]
- Im Jae-hyuk como Dae-ho, antiguo amigo de Bom y Jae-hoon, que viene de un centro de detención juvenil.[16][17]
- Shin Ki-joon como Kim Ha-neul, el hermano menor de Kim Bom.
- Kim Hak-sun como Kwak Doo-hee.[18]
- Park Ji-hoon como Kwak Moo-cheol.[18][19]
- Yoo Soon-woong como Bae Young-ho.
- Oh Ji-hye como la madre de Yeo-reum.
- Kim Ki-bang como el hermano de Yeo-reum.
- Shin Joo-hwan como jefe de Yeo-reum en el trabajo.
- Kim Hye-jeong como Jung Myung-sook, la abuela de Kim Bom.[20][21]
- Jang Sung-bum como el novio de Yeo-reum.

## Producción
El rodaje se realizó a lo largo de seis meses en Gurye, Namhae y Gokseong para representar el pueblo de Angok.
El 18 de octubre de 2022 se publicaron imágenes de la lectura del guion por el reparto de actores. El 15 de noviembre se presentó en rueda de prensa con la presencia de la codirectora Lee Yoo-jung y los dos protagonistas. Lee Yoo-jung ha dirigido también El príncipe del café (2007), Heart to Heart (2015) y Cheese in the Trap (2016).

## Banda sonora original
| Parte | Fecha de publicación    | Título                                       | Artista                          | Duración | Ref.   |
| ----- | ----------------------- | -------------------------------------------- | -------------------------------- | -------- | ------ |
| 1     | 14 de noviembre de 2022 | 이상한 하루 («Un día extraño»)               | Jihyo, de Twice                  | 3:54     | [ 24 ] |
| 2     | 22 de noviembre de 2022 | 여름밤 («Noche de verano»)                   | The Boyz                         | 4:28     | [ 25 ] |
| 3     | 25 de noviembre de 2022 | 느린 여름의 노래 («Canción lenta de verano») | Fromm                            | 3:42     | [ 26 ] |
| 4     | 28 de noviembre de 2022 | «ZERO MOMENT»                                | Heeseung, Jay y Jake, de Enhypen | 2:32     | [ 27 ] |
| 5     | 2 de diciembre de 2022  | 난 기다릴게요 («Esperaré»)                   | Jiyoon, de Weeekly               | 3:37     | [ 28 ] |
| 6     | 6 de diciembre de 2022  | «We Swim in Dreams»                          | Tearliner, Bang Jae-min          | 3:30     | [ 29 ] |
| 7     | 9 de diciembre de 2022  | «Me, the Protagonist»                        | Tearliner                        | 3:40     | [ 30 ] |
| 8     | 13 de diciembre de 2022 | 연인 («Amante»)                              | Seola, de WJSN                   | 2:55     | [ 31 ] |
| 9     | 16 de diciembre de 2022 | 너에게 간다 («Ir hacia ti»)                  | Joon Hyun-geum                   | 4:25     | [ 32 ] |
| 10    | 19 de diciembre de 2022 | «Color»                                      | Sunnie, de The Barberettes       | 3:10     | [ 33 ] |
| 11    | 20 de diciembre de 2022 | 그립다 («Te extraño»)                        | Hwang In-hyeok                   | 4:15     | [ 34 ] |
| 12    | 26 de diciembre de 2022 | «I See You Like I See the Sun»               | Low-end project                  | 3:06     | [ 35 ] |

El 2 de enero de 2023 se publicó el álbum recopilatorio con las doce pistas de la BSO.

## Audiencia
| Capítulo | Fecha de emisión original | Índice de audiencia (Nielsen Korea) | Índice de audiencia (Nielsen Korea) |
| Capítulo | Fecha de emisión original | Nacional                            | Seúl                                |
| --- | ------------------------- | ----------------------------------- | ----------------------------------- |
| 1 | 21 de noviembre de 2022   | 0,633%                              | —                                   |
| 2 | 22 de noviembre de 2022   | 0,655%                              | —                                   |
| 3 | 28 de noviembre de 2022   | 0,697%                              | —                                   |
| 4 | 29 de noviembre de 2022   | 0,657%                              | —                                   |
| 5 | 5 de diciembre de 2022    | 0,7%                                | —                                   |
| 6 | 6 de diciembre de 2022    | 0,8%                                | —                                   |
| 7 | 12 de diciembre de 2022   | 1,197%                              | 1,382%                              |
| 8 | 13 de diciembre de 2022   | 1,1%                                | 1,201%                              |
| 9 | 19 de diciembre de 2022   | 0,9%                                | —                                   |
| 10 | 20 de diciembre de 2022   | 0,9%                                | 1,179%                              |
| 11 | 26 de diciembre de 2022   | 1,1%                                | 1,352%                              |
| 12 | 27 de diciembre de 2022   | 1,0%                                | 1,413%                              |
| Promedio | Promedio                  | 0,866%                              | —                                   |
| - En la tabla, los números azules representan los índices de audiencia más bajos y los números rojos representan los más altos. - Esta serie se transmite mediante televisión por cable/TV de pago, que por lo general tiene una audiencia más pequeña en comparación con la de cadenas públicas como (KBS, SBS, MBC y EBS). |                           |                                     |                                     |